# Riuler de Oliveira Faustino
Riuler de Oliveira Faustino (nacido el 25 de enero de 1998 al 23 de noviembre de 2021), generalmente conocido como Riuler, fue un futbolista profesional brasileño que jugó como centrocampista.

## Muerte
Riuler murió de un ataque de corazón el 23 de noviembre de 2021, envejeció 23. Tras haber padecido agudamente insuficiencia cardiaca. 